# Semissíntese
Semissíntese ou síntese química parcial é um tipo de síntese química que usa compostos isolados a partir de fontes naturais (como materiais oriundos de plantas ou micro-organismos) como materiais de partida. Estas biomoléculas naturais são geralmente grandes e complexas. Por outro lado, na síntese total moléculas maiores são sintetizadas em vários passos, combinando moléculas menores e mais baratas.
A semissíntese é geralmente usada quando a molécula precursora é estruturalmente muito complexa, com produção muito cara ou ineficiente por síntese total. É também possível que o derivado semissintético tenha melhor desempenho que a biomolécula original no que toca à potência, estabilidade ou segurança.
As drogas derivadas de fontes naturais são geralmente produzidas colhendo a fonte natural ou através de métodos semissintéticos: um exemplo é a semissíntese de LSD a partir da ergotamina, que é isolada de culturas do fungo da cravagem. A produção comercial de paclitaxel é também baseada na semissíntese.
A droga antimalárica arteméter (um componente de Coartem) é obtida por semissíntese da artemisinina de ocorrência natural. Esta última é instável devido à presença de um grupo  lactona e portanto este grupo é substituído por um grupo acetal por meio de redução orgânica com boroidreto de potássio e metoxilação.